# Крива (потік)
Крива (пол. Krzywa) — гірський потік в Україні, у Рожнятівському районі Івано-Франківської області у Галичині. Лівий доплив Манявки, (басейн Дністра).

## Опис
Довжина потоку 6 км, найкоротша відстань між витоком і гирлом — 5,32  км, коефіцієнт звивистості потоку — 1,13 . Формується гірськими безіменними струмками. Потік тече у гірському масиві Ґорґани.

## Розташування
Бере початок на північно-східних схилах гори Забуй (778,6 м). Спочатку тече переважно на північний схід через село Крива, далі тече на південний схід понад горою Конт (557,9 м) і у селі Лоп'янка впадає у річку Манявку, ліву притоку Чечви.